# Échelle de Mohs

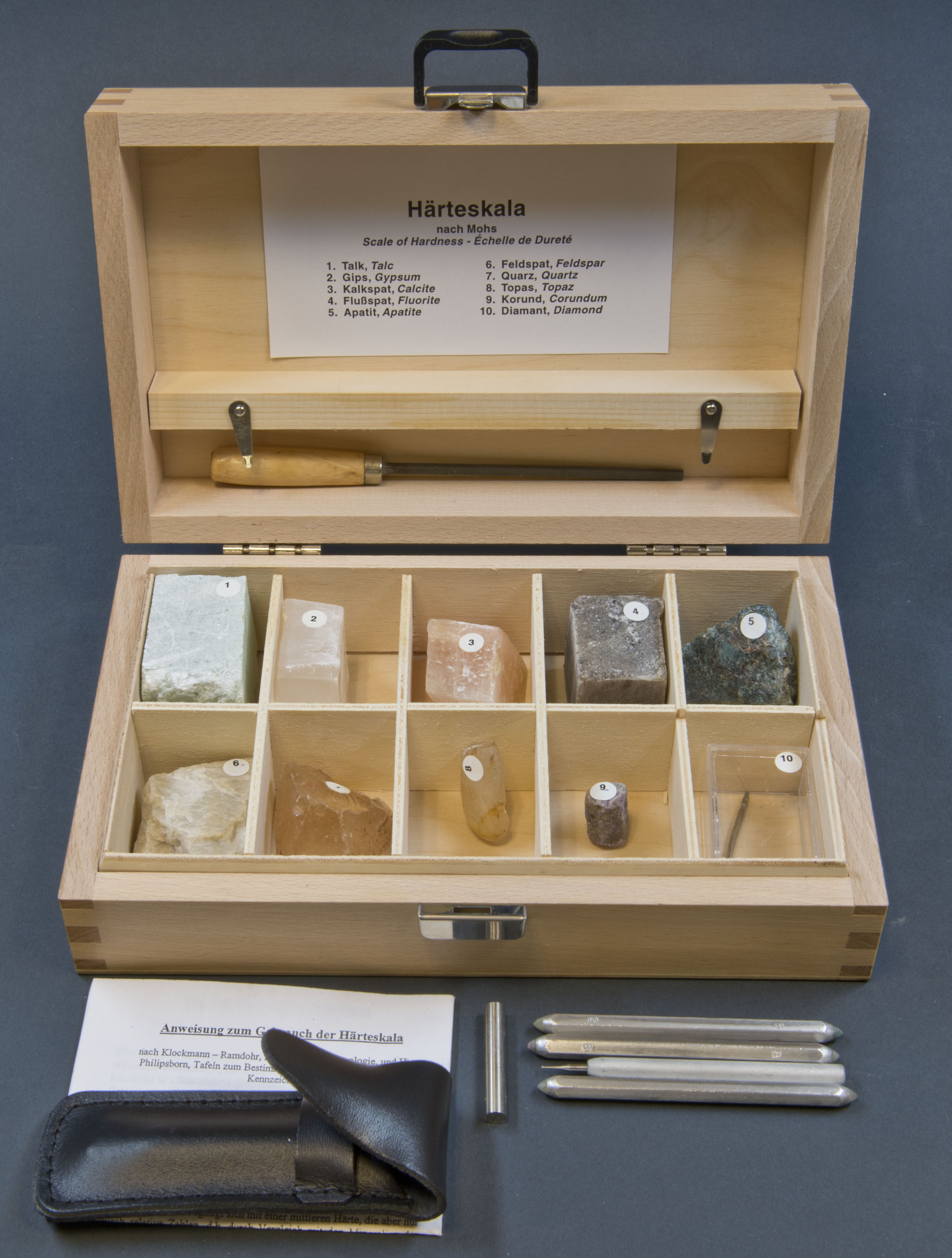
Coffret transportable contenant les dix minéraux de l'échelle de Mohs.

L'échelle de Mohs fut inventée en 1812 par le minéralogiste allemand Friedrich Mohs afin de mesurer la dureté des minéraux. Elle est basée sur dix minéraux facilement disponibles, classés du plus tendre au plus dur.
Comme c'est une échelle ordinale, on doit procéder par comparaison (capacité de l'un à rayer l'autre) avec deux autres minéraux dont on connaît déjà la dureté. Cette échelle n'est ni linéaire ni logarithmique.

## Les dix minéraux de l'échelle de Mohs
| Dureté | Minéral                                        | Composition chimique    | Structure cristalline |
| ------ | ---------------------------------------------- | ----------------------- | --------------------- |
| 1      | Talc, friable sous l'ongle                     | Mg3Si4O10(OH)2          | triclinique           |
| 2      | Gypse, rayable avec l'ongle                    | CaSO4·2H2O              | monoclinique          |
| 3      | Calcite, rayable avec une pièce en cuivre      | CaCO3                   | rhomboédrique         |
| 4      | Fluorine, rayable (facilement) avec un couteau | CaF2                    | cubique               |
| 5      | Apatite, rayable au couteau                    | Ca5(PO4)3(OH-, Cl-, F-) | hexagonale            |
| 6      | Orthose, rayable à la lime, par le sable       | KAlSi3O8                | monoclinique          |
| 7      | Quartz, raye le verre                          | SiO2                    | rhomboédrique         |
| 8      | Topaze, rayable par le carbure de tungstène    | Al2SiO4(OH-, F-)2       | orthorhombique        |
| 9      | Corindon, rayable au carbure de silicium       | Al2O3                   | rhomboédrique         |
| 10     | Diamant, rayable avec un autre diamant         | C                       | cubique               |

Pour s'en souvenir aisément, voir la liste de mnémoniques

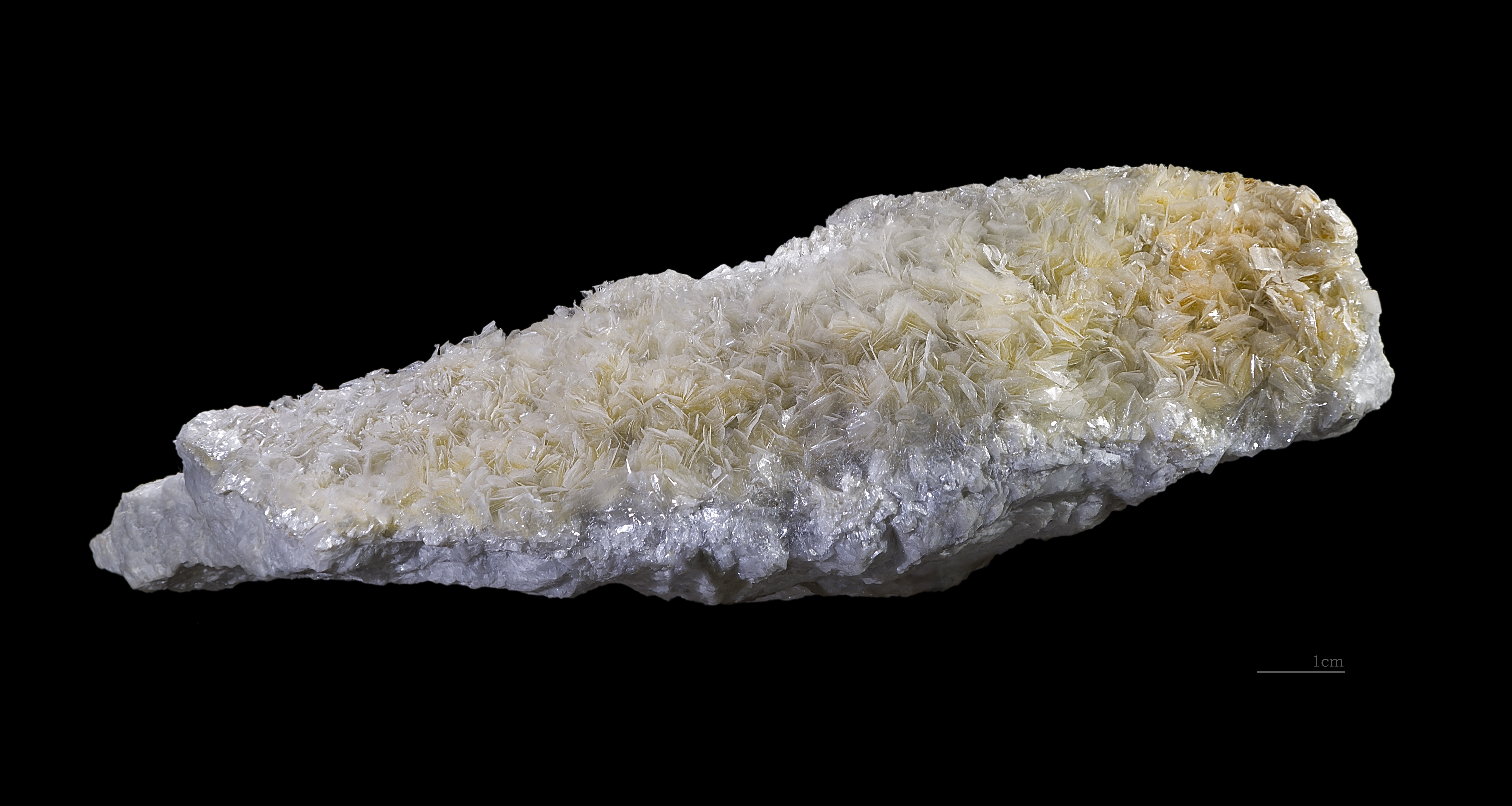
Cristaux de talc
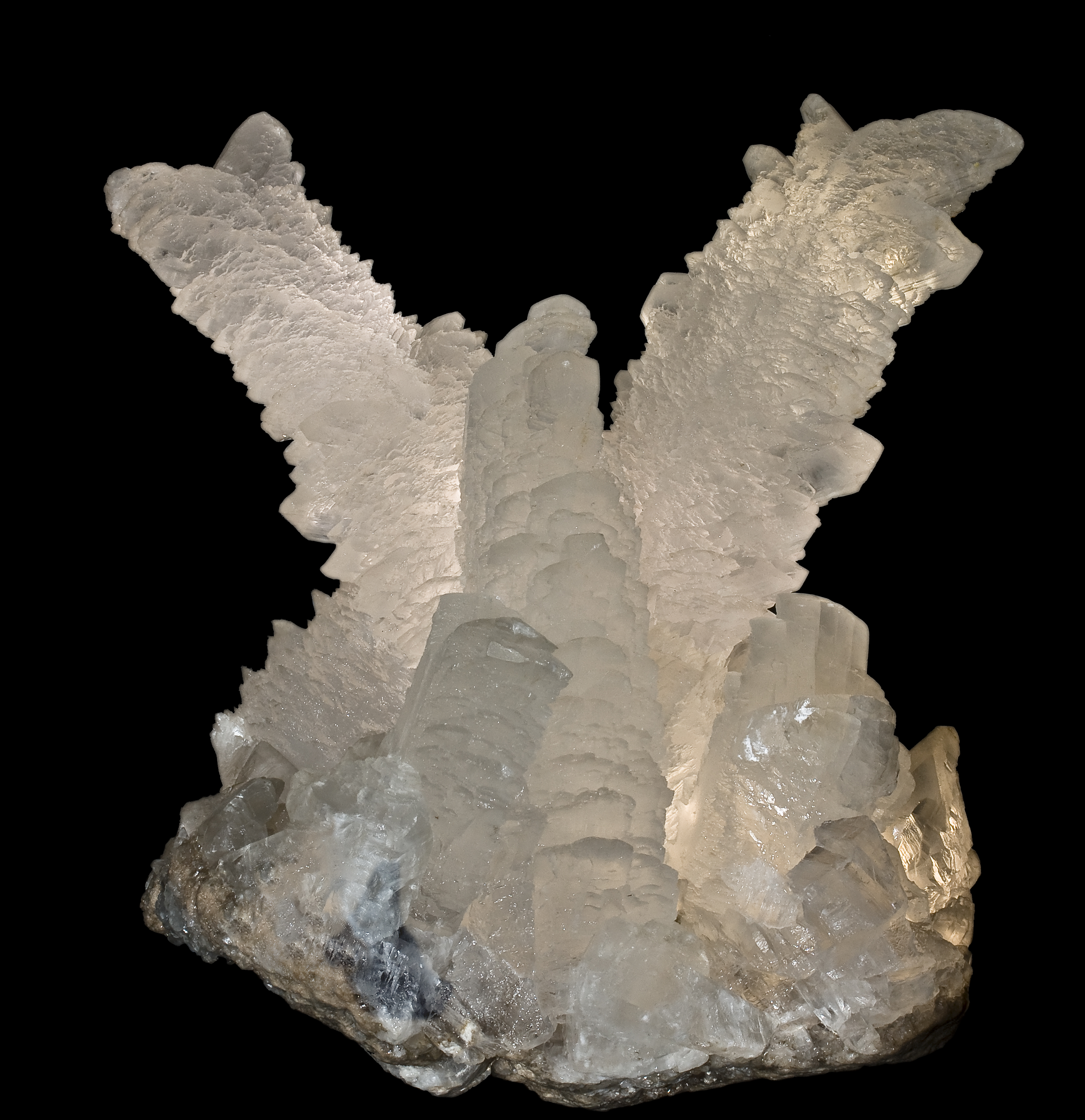
Gypse
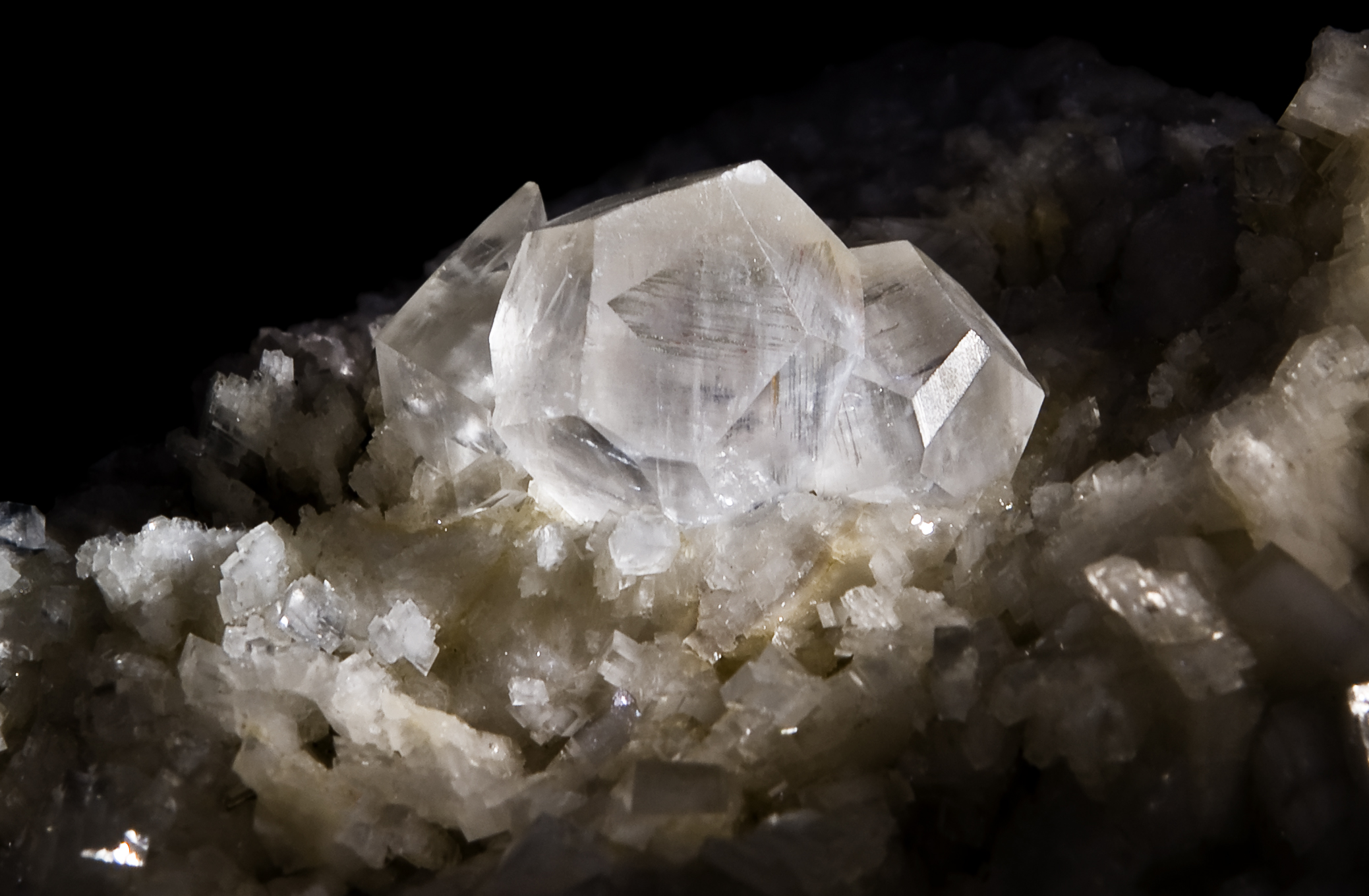
Calcite
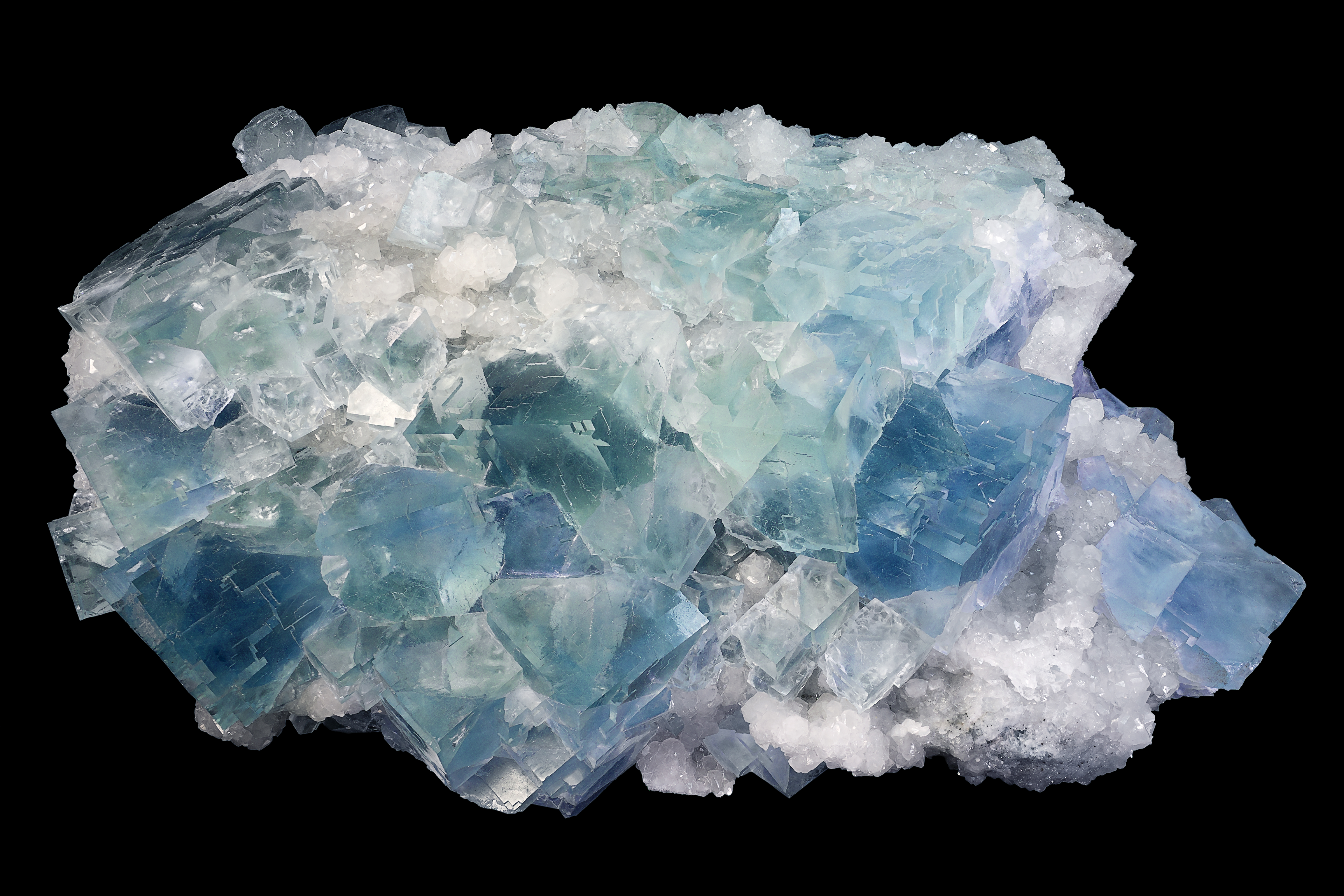
Fluorine
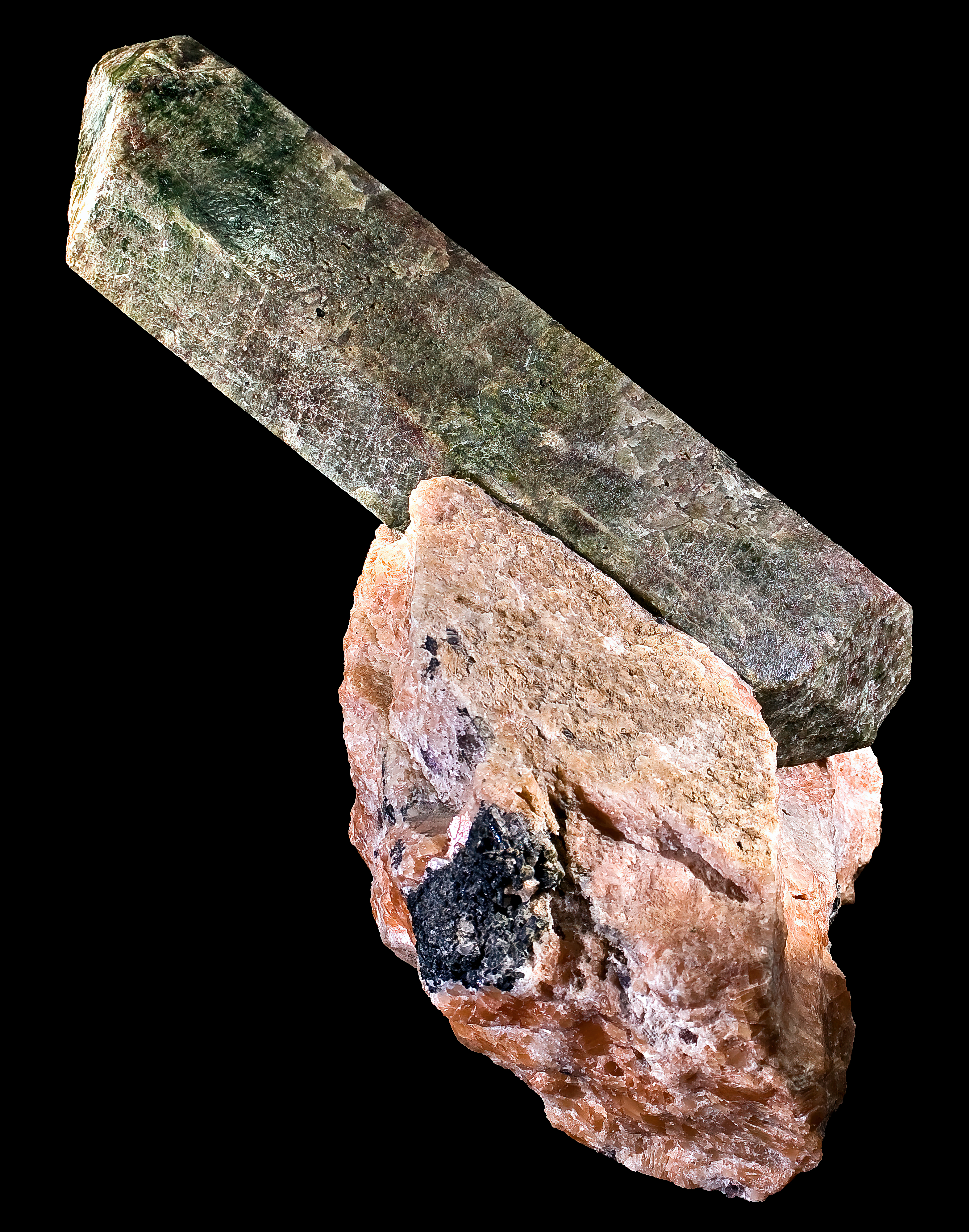
Apatite
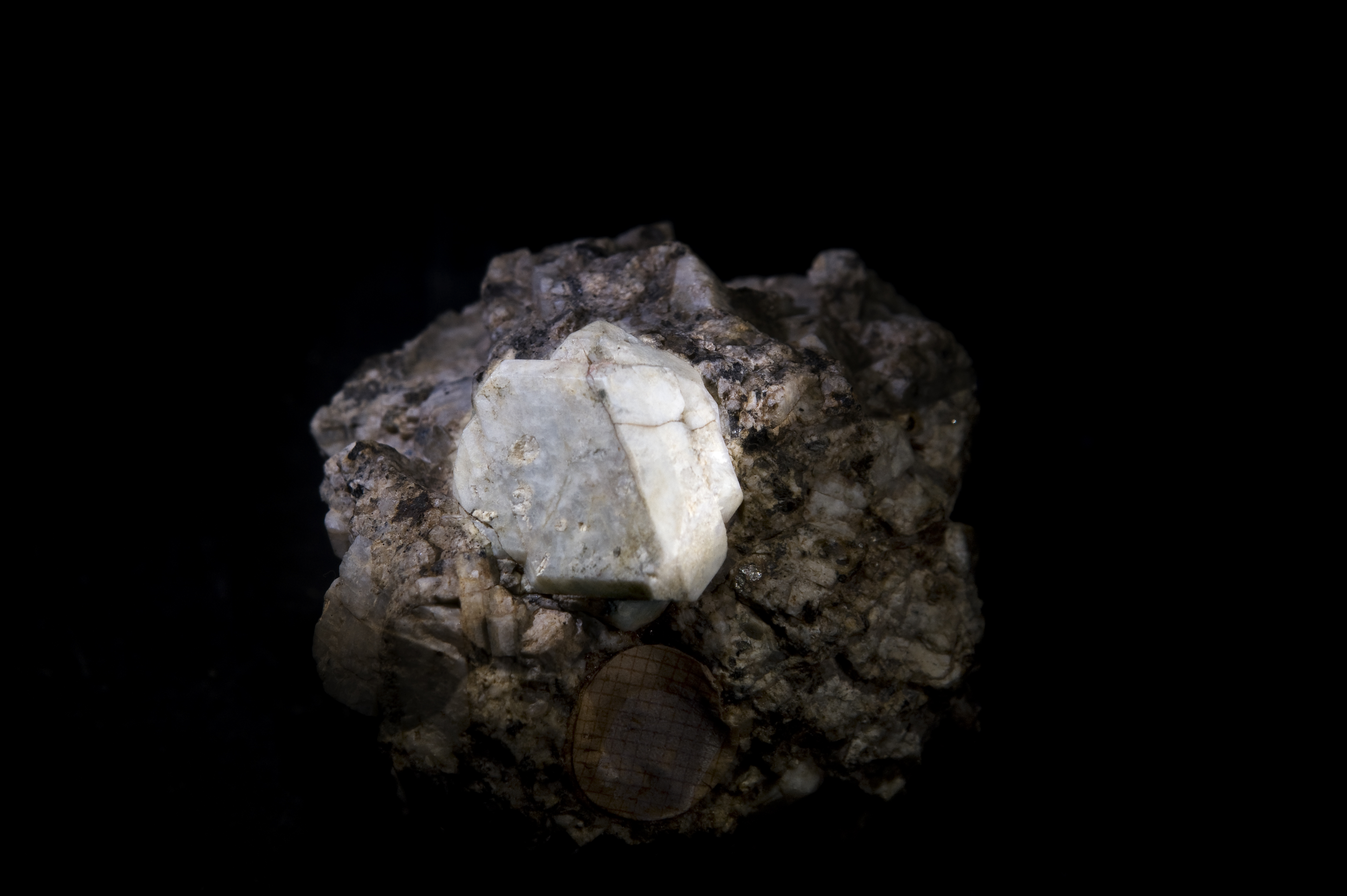
Orthose
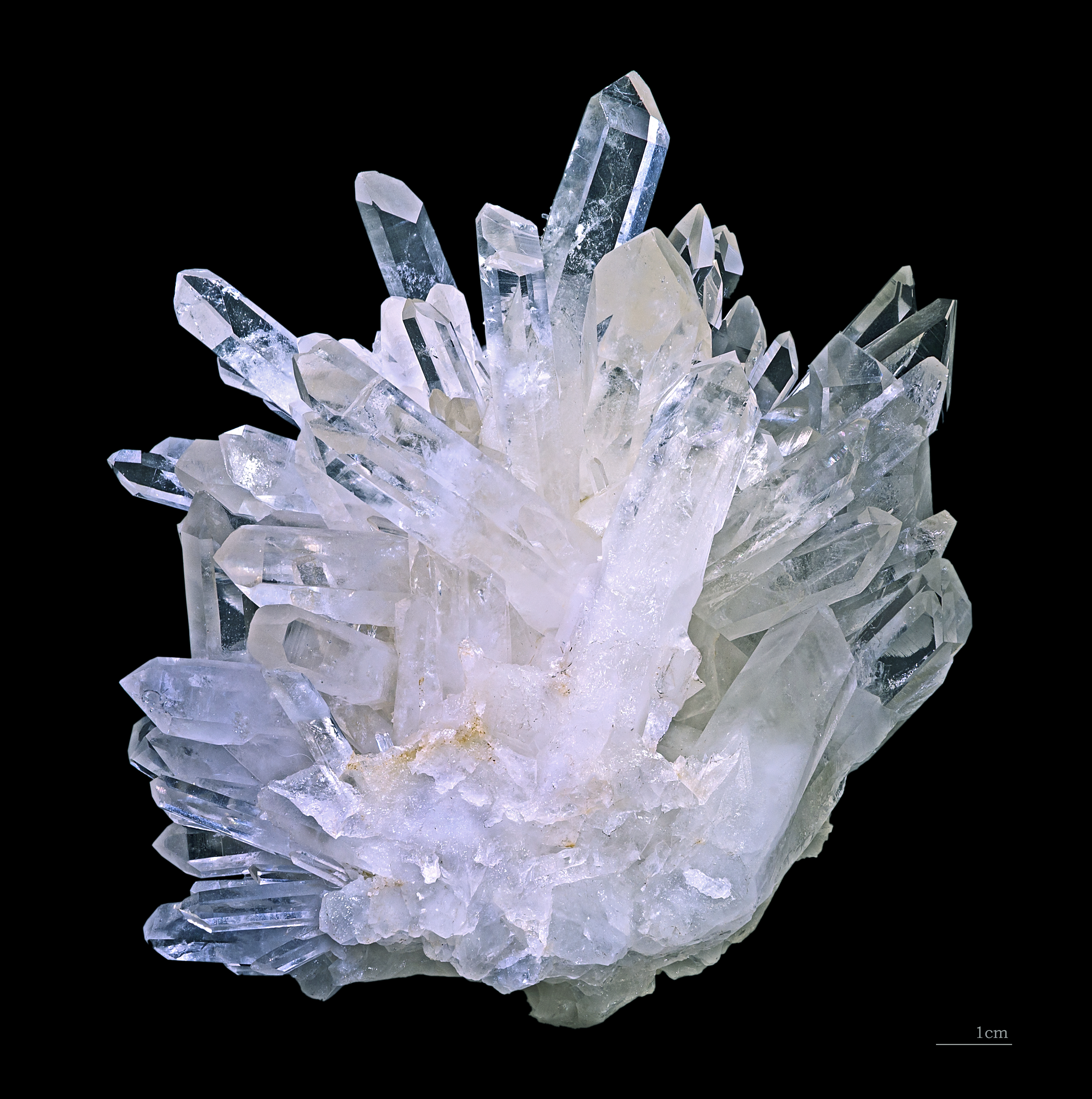
Quartz
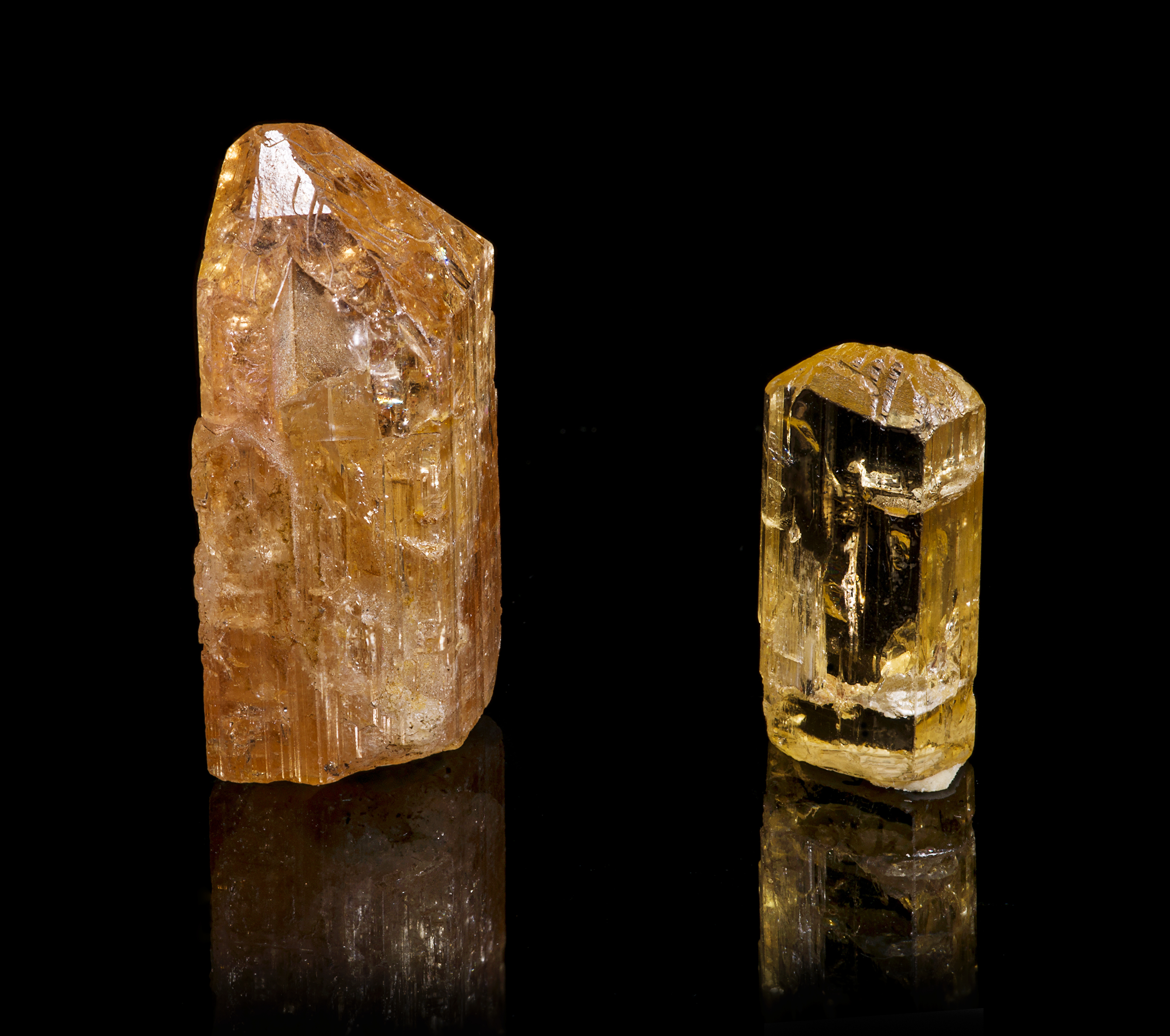
Topaze
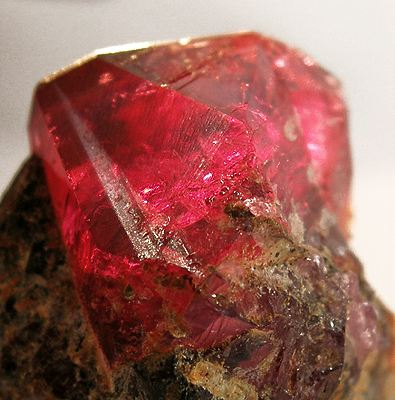
Rubis (forme de corindon)
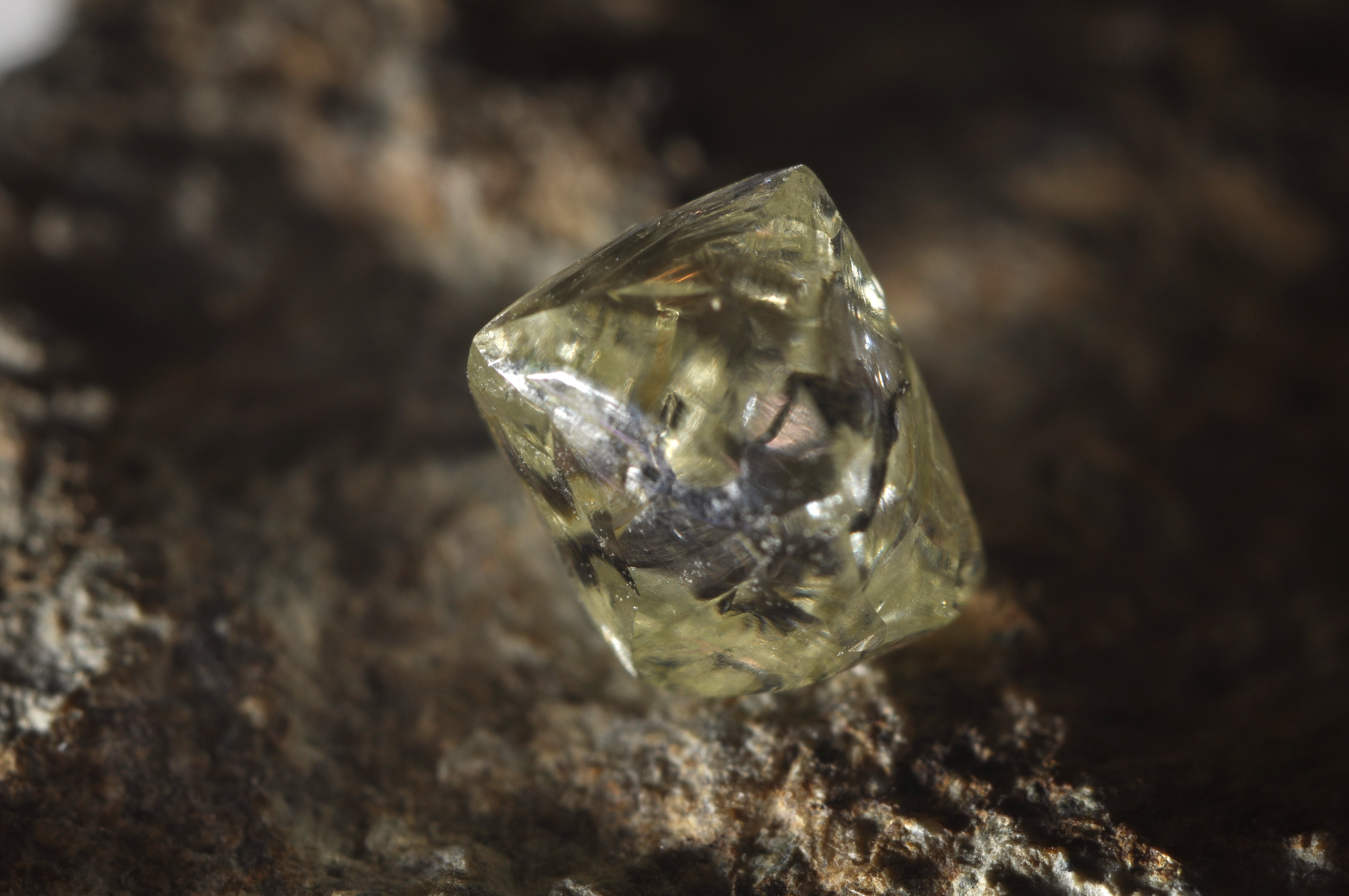
Diamant

## Quelques exemples
L'ongle a une dureté de 2,2 et raye donc le gypse mais pas la calcite.
Une lame de cuivre a une dureté autour de 3.
Le bronze d'un radiateur a une dureté aux alentours de 4.
L'émail dentaire a une dureté autour de 5.
L'acier normal a une dureté de 5,5, comme le verre de vitre.
L'acier trempé a une dureté de 6,4.
Le carbure de silicium, connu depuis plus d'un siècle, est beaucoup plus dur que le corindon mais bien moins que le diamant. Sa dureté se situerait à 9,5.
Certains minéraux ont une dureté variable selon la surface ou la direction où s'exerce la pression. Ils sont anisotropes. L'exemple le plus frappant est celui du disthène, qui a une dureté de 8 dans une direction et de 4 dans une autre.
De nouveaux matériaux, plus durs que le diamant et qui pourraient bien le remplacer dans de nombreuses activités industrielles, sont en cours de développement : hétérodiamant (c-BC2N), des nitrures de carbone tridimensionnels (C3N4) ou encore les nanobaguettes de diamants agrégées (ADNR).

## Échelles complémentaires
Il existe aussi une échelle comportant 15 classes, destinée à remédier au manque de régularité de l'échelle de Mohs.
Il existe plusieurs échelles de dureté expérimentales dont les degrés sont déterminés expérimentalement par indentation (au moyen d'un poinçon de diamant de forme déterminée). On pourra citer par exemple l'échelle de Knoop, l'échelle de Brinell, l'échelle de Rockwell, etc. qui sont appliquées en fonction des matériaux étudiés.
Il existe enfin des classifications absolues en fonction de paramètres physiques précis (module de compressibilité ou module de cisaillement).

## Dureté de quelques gemmes
| Pierre                                                                                        | Dureté    |
| --------------------------------------------------------------------------------------------- | --------- |
| Diamant                                                                                       | 10        |
| Moissanite                                                                                    | 9,5       |
| Corindon (dont Rubis ou Saphir)                                                               | 9         |
| Chrysobéryl (Alexandrite, Chrysobéryl, Œil de chat)                                           | 8,5       |
| Topaze                                                                                        | 8         |
| Béryl (Aigue-Marine, Bixbite, Emeraude, Goshénite, Héliodore, Morganite)                      | 7,5 - 8   |
| Spinelle                                                                                      | 7,5 - 8   |
| Tourmaline                                                                                    | 7 - 7,5   |
| Grenat                                                                                        | 6,5 - 7,5 |
| Zircon                                                                                        | 6,5 - 7,5 |
| Quartz (Améthyste, Amétrine, Citrine, Cristal de roche, Prasiolite, Quartz fumé, Quartz rose) | 7         |
| Quartz Calcédoine (Agate, Chrysoprase, Cornaline, Onyx, Sardoine)                             | 6,5 - 7   |
| Quartz Jaspe (Héliotrope, Jaspe léopard)                                                      | 6,5 - 7   |
| Quartz à inclusions (Aventurine)                                                              | 6,5 - 7   |
| Quartz fibreux (Œil de faucon, Œil de taureau, Œil de tigre)                                  | 6,5 - 7   |
| Jade (Jadéite, Néphrite)                                                                      | 6,5 - 7   |
| Péridot                                                                                       | 6,5 - 7   |
| Spodumène (Hiddénite, Kunzite)                                                                | 6,5 - 7   |
| Tanzanite                                                                                     | 6 - 6,5   |
| Feldspath (Amazonite, Hécatolite, Héliolite, Orthose)                                         | 6 - 6,5   |
| Opale                                                                                         | 5,5 - 6,5 |
| Turquoise                                                                                     | 5 - 6     |
| Lapis-Lazuli                                                                                  | 5 - 6     |
| Brazilianite                                                                                  | 5,5       |
| Obsidienne                                                                                    | 5 - 5,5   |
| Larimar                                                                                       | 4,5 - 5   |
| Malachite                                                                                     | 3,5 - 4   |
| Corail                                                                                        | 3 - 4     |
| Perle                                                                                         | 3         |
| Serpentine                                                                                    | 2,5 - 3,5 |
| Ambre                                                                                         | 2         |

## Dureté versus fragilité
« La dureté d'un cristal est son aptitude à résister au frottement (rayure, usure), alors que sa fragilité est son aptitude à résister aux chocs (mécaniques, thermiques, chimiques). Un cristal dur est le plus souvent fragile : le diamant ne se raye pas, mais il se clive et, selon les chocs reçus, s'égrise ou se casse. L'évaluation des fragilités est subjective en minéralogie, car elles résultent de trop nombreux facteurs (clivages, inclusions, dopages (en)) ; en outre, ses mesures entraînent dans l'industrie les destructions des échantillons testés. »